# Lista de deputados estaduais de Mato Grosso do Sul da 11.ª legislatura
Esta é a lista de deputados estaduais de Mato Grosso do Sul eleitos para a 11.ª legislatura. São relacionados os parlamentares que assumiram o cargo em 1.º de fevereiro de 2019, o partido e coligação pelos quais foram eleitos e a quantidade de votos que receberam na última eleição. O mandato expirará em 31 de janeiro de 2023.

## Mesa diretora

### Primeira mesa
Na primeira metade do mandato, Paulo Corrêa foi eleito presidente.
|  | Cargo               | Nome             | Partido |
|  | ------------------- | ---------------- | ------- |
|  | Presidente          | Paulo Corrêa     | PSDB    |
|  | 1.° Vice-presidente | Eduardo Rocha    | MDB     |
|  | 2.º Vice-presidente | Neno Razuk       | PTB     |
|  | 3.º Vice-presidente | Antônio Vaz      | PRB     |
|  | 1.° Secretário      | Zé Teixeira      | DEM     |
|  | 2.° Secretário      | Herculano Borges | SD      |
|  | 3.° Secretário      | Pedro Kemp       | PT      |

## Lista de parlamentares
|  | Nome                                            | Partido     | Coligação                                                          | Votos nominais | Notas                | Referências |
|  | ----------------------------------------------- | ----------- | ------------------------------------------------------------------ | -------------- | -------------------- | ----------- |
|  | Antonio Vaz                                     | PRB         | Esperança e Mudança 2 (PDT e PRB)                                  | 16.224         | —                    | [ 4 ]       |
|  | Barbosinha (José Carlos Barbosa)                | DEM         | Avançar com Responsabilidade I (PSDB, PROS e DEM)                  | 21.554         | —                    | [ 4 ]       |
|  | Cabo Almi (José Almi Pereira Moura)             | PT          | — (PT)                                                             | 21.195         | —                    | [ 4 ]       |
|  | Capitão Contar (Renan Barbosa Contar)           | PSL         | Avançar com Responsabilidade II (SD, PPS, PSL, PSB, PP, PTB e PMB) | 78.390         | —                    | [ 5 ]       |
|  | Coronel David (Carlos Alberto David dos Santos) | PSL         | Avançar com Responsabilidade II (SD, PPS, PSL, PSB, PP, PTB e PMB) | 45.903         | —                    | [ 6 ]       |
|  | Eduardo Rocha                                   | MDB         | Amor, Trabalho e Fé (MDB)                                          | 22.347         | —                    | [ 7 ]       |
|  | Evander Vendramini                              | PP          | Avançar com Responsabilidade II (SD, PPS, PSL, PSB, PP, PTB e PMB) | 12.627         | —                    | [ 8 ]       |
|  | Felipe Orro                                     | PSDB        | Avançar com Responsabilidade I (PSDB, PROS e DEM)                  | 27.661         | —                    | [ 4 ]       |
|  | Gerson Claro                                    | PP          | Avançar com Responsabilidade II (SD, PPS, PSL, PSB, PP, PTB e PMB) | 16.374         | —                    | [ 9 ]       |
|  | Herculano Borges                                | SD          | Avançar com Responsabilidade II (SD, PPS, PSL, PSB, PP, PTB e PMB) | 17.731         | —                    | [ 4 ]       |
|  | Jamilson Name                                   | PDT         | Esperança e Mudança 2 (PDT e PRB)                                  | 33.870         | —                    | [ 4 ]       |
|  | João Henrique Catan                             | PR          | Amor, Trabalho e Fé II (PSC, PR, DC, PRTB, PHS e PTC)              | 11.010         | —                    | [ 10 ]      |
|  | Lídio Lopes                                     | Sem Partido | -                                                                  | 27.877         | Eleito pelo Patriota | [ 4 ]       |
|  | Londres Machado                                 | PSD         | Avançar com Responsabilidade III (PSD, PATRI, PMN e Avante)        | 20.782         | —                    | [ 4 ]       |
|  | Lucas de Lima (Luiz Carlos Correia de Lima)     | SD          | Avançar com Responsabilidade II (SD, PPS, PSL, PSB, PP, PTB e PMB) | 12.391         | —                    | [ 4 ]       |
|  | Marcio Fernandes                                | MDB         | Amor, Trabalho e Fé (MDB)                                          | 23.296         | —                    | [ 4 ]       |
|  | Marçal Filho                                    | PSDB        | Avançar com Responsabilidade I (PSDB, PROS e DEM)                  | 25.437         | —                    | [ 4 ]       |
|  | Neno Razuk (Roberto Razuk Filho)                | PTB         | Avançar com Responsabilidade II (SD, PPS, PSL, PSB, PP, PTB e PMB) | 19.472         | —                    | [ 4 ]       |
|  | Onevan de Matos                                 | PSDB        | Avançar com Responsabilidade I (PSDB, PROS e DEM)                  | 30.813         | —                    | [ 4 ]       |
|  | Paulo Corrêa                                    | PSDB        | Avançar com Responsabilidade I (PSDB, PROS e DEM)                  | 27.664         | —                    | [ 4 ]       |
|  | Pedro Kemp                                      | PT          | — (PT)                                                             | 20.969         | —                    | [ 4 ]       |
|  | Professor Rinaldo (Rinaldo Modesto de Oliveira) | PSDB        | Avançar com Responsabilidade I (PSDB, PROS e DEM)                  | 24.593         | —                    | [ 4 ]       |
|  | Renato Câmara                                   | MDB         | Amor, Trabalho e Fé (MDB)                                          | 33.291         | —                    | [ 4 ]       |
|  | Zé Teixeira (José Roberto Teixeira)             | DEM         | Avançar com Responsabilidade I (PSDB, PROS e DEM)                  | 41.991         | —                    | [ 11 ]      |